# Dzmitryj Łazouski
Dzmitryj Walarjanawicz Łazouski (biał. Дзмітрый Валяр’янавіч Лазоўскі; ur. 9 września 1998 w Mińsku) – białoruski biathlonista. Pierwszy sukces w karierze osiągnął w 2017 roku, kiedy podczas mistrzostw świata juniorów w Osrblie zdobył brązowy medal w sztafecie. Na rozgrywanych trzy lata później mistrzostwach świata juniorów w Lenzerheide zajął trzecie miejsce w sprincie. W Pucharze Świata zadebiutował 20 grudnia 2018 roku w Novym Měscie, gdzie zajął 47. miejsce w sprincie. Pierwsze punkty zdobył 27 listopada 2021 roku w Östersund, zajmując 34. miejsce w biegu indywidualnym. W startach indywidualnych nie stanął na podium, jednak 15 stycznia 2022 roku wspólnie z kolegami reprezentacji zajął trzecie miejsce w sztafecie.
W 2021 roku wystartował na mistrzostwach świata w Pokljuce, zajmując 86. miejsce w sprincie i dziewiąte w sztafecie.

## Osiągnięcia

### Igrzyska olimpijskie
| Rok  | Miejscowość | Konkurencje | Konkurencje | Konkurencje | Konkurencje | Konkurencje | Konkurencje | Konkurencje |
| Rok  | Miejscowość | IN          | SP          | PU          | MS          | RL          | MR          | SR          |
| ---- | ----------- | ----------- | ----------- | ----------- | ----------- | ----------- | ----------- | ----------- |
| 2022 | Pekin       | 58.         | 78.         | –           | –           | 8.          | –           | nd.         |

### Mistrzostwa świata
| Rok  | Miejscowość | Konkurencje | Konkurencje | Konkurencje | Konkurencje | Konkurencje | Konkurencje | Konkurencje |
| Rok  | Miejscowość | IN          | SP          | PU          | MS          | RL          | MR          | SR          |
| ---- | ----------- | ----------- | ----------- | ----------- | ----------- | ----------- | ----------- | ----------- |
| 2021 | Pokljuka    | –           | 86.         | –           | –           | 9.          | –           | –           |

### Mistrzostwa świata juniorów
| Rok  | Miejscowość | Konkurencje | Konkurencje | Konkurencje | Konkurencje | Konkurencje | Konkurencje | Konkurencje |
| Rok  | Miejscowość | IN          | SP          | PU          | MS          | RL          | MR          | SR          |
| ---- | ----------- | ----------- | ----------- | ----------- | ----------- | ----------- | ----------- | ----------- |
| 2017 | Osrblie     | 6.          | 19.         | 24.         | nd.         | 3.          | nd.         | nd.         |
| 2018 | Otepää      | 41.         | 6.          | 15.         | nd.         | 5.          | nd.         | nd.         |
| 2019 | Osrblie     | 15.         | 9.          | 13.         | nd.         | 13.         | nd.         | nd.         |
| 2020 | Lenzerheide | 36.         | 3.          | 4.          | nd.         | 7.          | nd.         | nd.         |

### Puchar Świata

#### Miejsca w klasyfikacji generalnej
| Sezon     | Miejsce |
| --------- | ------- |
| 2018/2019 | -       |
| 2020/2021 | -       |
| 2021/2022 | 45.     |

#### Miejsca na podium chronologicznie
Łazouski nie stanął na podium indywidualnych zawodów PŚ.